# Родригес, Карлос (велогонщик)
Карлос Родригес Кано (исп. Carlos Rodriguez Cano); (род. 2 февраля 2001, Альмуньекар, Андалусия) — испанский профессиональный шоссейный велогонщик, выступающий с 2020 года за команду мирового тура «Ineos Grenadiers».

## Карьера
Уроженец Гранады, Карлос Родригес является двукратным чемпионом Испании в разделке среди юниоров. Последние два года он выступал в велокоманде Kometa, основанной Альберто Контадором . В 2019 году стал победителем многодневной велогонки Тур Жиронды и классики Gipuzkoa Klasika.
В ноябре 2019 года британская велокоманда Ineos Grenadiers объявила о подписании с велогонщиком профессионального контракта сразу на четыре года (2020—2024 годы). Собирается совмещать профессиональный велоспорт, куда пришёл сразу из юниоров, с учёбой в университете, где он должен получить профессию инженера.

Карлос Родригес: «Невероятно, что я стал частью команды Ineos. Можно видеть, что молодые гонщики хорошо выступают в этой команде, их окружают лучшие профессионалы. Здесь я найду идеальный вариант для развития себя как велогонщика. С нетерпением жду, когда начну учиться у сильнейших в этом спорте велогонщиков и персонала. На данном этапе моей карьеры считаю себя универсалом. Моя сильная сторона — стабильность в разных дисциплинах, но мне нравятся горы и тяжёлые гонки. У меня нет иллюзий, сейчас я сделал большой шаг, поднявшись на профессиональный уровень. Тренироваться придётся больше, а скорости в гонках будут намного выше. Думаю, если я буду упорно трудиться, двигаясь шаг за шагом, то смогу прогрессировать и адаптироваться к уровню Мирового тура. Это моя главная цель на несколько следующих сезонов. И я попал в лучшую команду для достижения этой цели».

## Достижения
2018
1-й  Чемпион Испании — Индивидуальная гонка (юниоры)
4-й Тур Жиронды — Генеральная классификация
1-й  — Очковая классификация
1-й  — Молодёжная классификация
1-й — Этап 1 (КГ)
5-й Trophée Centre Morbihan — Генеральная классификация (юниоры)
1-й — Этап 2b
6-й Париж — Рубе (юниоры)
2019
1-й  Чемпион Испании — Индивидуальная гонка (юниоры)
1-й  Тур Жиронды — Генеральная классификация
1-й  — Очковая классификация
1-й Gipuzkoa Klasika (юниоры)
4-й Чемпионат Испании — Групповая гонка (юниоры)